# Stefan Wehner
Stefan Wehner (* 1969 in Bayreuth) ist ein deutscher Physiker und Präsident der Universität Koblenz.

## Lebenslauf
Stefan Wehner begann an der Universität Bayreuth sein Studium der Physik, das er 1995 mit dem Diplom abschloss. Anschließend arbeitete er im DFG-Projekt am Lehrstuhl Experimentalphysik III zum Thema Wechselwirkung thermischer Wasserstoffatome mit adsorbierten Kohlenwasserstoffmolekülen an seiner Dissertation zum Thema Die Kinetik der Atom-Adsorbat-Reaktion - Eley-Rideal- oder Hot-Atom-Prozeß? Die Promotion schloss er im Juli 1999 ab (Dr. rer. nat.).
Nach einem Aufenthalt im Ausland kehrte er als Wissenschaftlicher Assistent an den Lehrstuhl Experimentalphysik III (Jürgen Küppers) der Universität Bayreuth zurück. Hier erlangt er auch den Abschluss der Habilitation und die Erteilung der Lehrbefähigung im Fach Experimentalphysik mit dem Thema der Habilitationsschrift The CO oxidation reaction on Ir(111) surfaces: bistability, noise and spatio-temporal patterns in experiment and modeling und der öffentlichen Probevorlesung Die Physik der Schneeflocken.
Nach einer Vertretung der Professur für Experimentalphysik im Herbst 2009 am Campus Koblenz der Universität Koblenz-Landau wurde er im November 2009 zum Universitätsprofessor und darauf auch Leiter der Abteilung Physik am Campus Koblenz ernannt.
Seit 2019 ist der Vizepräsident für Forschung der Universität Koblenz und seit 2021 als Vizepräsident am Campus Koblenz der Universität Koblenz-Landau Teil der Präsidialen Doppelspitze. Am 13. Juli 2022 wurde Stefan Wehner zum ersten Präsidenten der Universität Koblenz gewählt.

## Arbeitsgebiete
- Oberflächenphysik, nichtlineare Effekte, Katalyse

### Schwerpunkte
- Wechselwirkung von Bakterien mit kohlenstoffbasierten Werkstoffen
- Musterbildung auf einer funktionalen Festkörperoberfläche (mesoskopische Skala)
- Einfluss von Rauschen auf Produktbildung und Adsorbate
- Untersuchungen an katalytischen Metalloberflächen und deren Anwendung in der Oberflächenchemie
- Aufklärung elementarer Reaktionsschritte zwischen Gasphase und Adsorbaten (atomare Skala)
- Charakterisierung von Festkörperoberflächen und deren Struktur, sowie deren Wechselwirkung mit der Gasphase